# Llacunes de Nova Caledònia
Les llacunes de Nova Caledònia, a l'oceà Pacífic es defineixen per la línea de corall contínua més llarga de tot el món i el segon en termes de superfície després de la Gran Barrera de Corall a Austràlia.Està inscrit a la llista del Patrimoni de la Humanitat de la UNESCO des del 2008.
La barrera, d'una longitud de 1.600 km defineix una llacuna de 24.000 km² que és la més gran del món, amb una profunditat mitjana de 25 metres, incloent les illes de la Grande Terre, amb l'illa principal de Grande Terre, les Illes Belep, l'Île des Pins i diverses illes i illots menors. S'intercala amb passos que connecten la llacuna amb el mar obert.
Els esculls són una mitjana de 30 km de la costa, amb un màxim de 200 km fins als esculls d'Entrecasteaux.
Aquestes llacunes són un lloc ple de vida submarina. Ric i ben conservades,són una meravella on hi habiten més de 350 espècies de corall i unes 1.600 espècies de peixos.